# 스네자나 페이치치
스네자나 페이치치(크로아티아어: Snježana Pejčić, 1982년 7월 13일~)는 크로아티아의 사격 선수이다. 올림픽에 4회 참가했고 2008년 하계 올림픽에서 여자 10m 공기소총 종목 동메달을 획득했다.